# Agnès Capri
Agnès Capri   (L'Arbresle, 15 d'abril de 1907 - 7è districte de París, 15 de novembre de 1976) va ser una actriu, cantant, directora teatral, productora radiofònica i escriptora de nacionalitat francesa, gran figura de les avantguardes poètiques i del cabaret parisenc.

## Biografia
El seu nom veritable era Sophie Rose Fridmann, i va néixer a L'Arbresle, França, en el si d'una família d'origen jueu i fugida de la Revolució russa. Esent adolescent, i aficionada a totes les formes artístiques, va començar a estudiar música, centrant-se més endavant en el teatre, que segons ella constituïa una síntesi de tot el que estimava: la música, la comèdia, el drama, el ball i la pintura. Va formar part de l'agrupació de Marguerite Bériza, i va ser alumna en el Teatre de L'Atelier de Charles Dullin; a partir de 1929 va passar a formar part del conjunt de Louis Jouvet, i el 1933 s'uní a la companyia de Georges Pitoëff en el Théâtre du Vieux-Colombier. Va ser en aquesta època que va començar a ser destacada pels crítics teatrals, i va seguir la carrera interpretativa fins a l'any 1935.
Impregnada d'idees revolucionàries, es va fer membre de l'Associació d'Artistes i Escriptors Revolucionaris (AAER), de la qual formaven part també diferents actors teatrals de l'època. Allí va conèixer, entre d'altres, Paul Nizan, Louis Aragon, Jacques Prévert i Max Ernst. Atreta per la poesia i la declamació, es va formar un repertori amb textos d'autors d'avantguarda, com va ser el cas de Jacques Prévert, a qui va conèixer en el Grup Octubre, Raymond Queneau, Robert Desnos, Paul Éluard, Henri Michaux, Guillaume Apollinaire o Léon-Paul Fargue. Ella va agregar al seu repertori textos musicats per Erik Satie.
Al febrer de 1936, presentada per Pierre-Richard Wilm i Marcel Herrand, es va iniciar en la cançó en el cabaret Le Bœuf sur le Toit, obert per iniciativa de Jean Cocteau, i en el qual va interpretar les primeres composicions de Jacques Prévert. L'èxit va ser immediat, i tot París va anar a escoltar la jove artista, la veu i el repertori de la qual es van popularitzar ràpidament. Era un espectacle innovador, molt pròxim al cabaret intel·lectual de Berlín, en què cantava i recitava amb humor i intel·ligència. Autors de renom com Michel Vaucaire escrigueren cançons per a ella i més endavant ella oferí els seus escenaris als joves talents.
Gràcies a tot això, Agnès Capri va actuar en el music-hall ABC. Ella va provocar l'escàndol després de la guerra, el 1947, per recitar el poema de Jacques Prévert Pater Noster en el dia de Pasqua. En aquesta època comptava amb el suport de Charles Trenet, que demanà els textos que la direcció volia suprimir (Adrien, de Jacques Prévert, entre altres).

Capri va treballar en diverses sales (ABC, Le Trianon…) abans d'obrir el 1938 el seu propi local, el Petit Théâtre de nuit (en homenatge a Mozart), al carrer Molière de París, i que ràpidament es va convertir en el Théâtre Chez Agnès Capri per als seus clients habituals. Va ser en aquest entorn revolucionari on va conèixer molts artistes surrealistes i membres de la AAER i del Grup Octubre, com Jacques Prévert, Michel Vaucaire i Joseph Kosma o Eric Satie, i on ella diria els seus textos, que eren els de Prévert, Michaux, Max Jacob o Aragon. A més, en aquests anys va gravar els seus primers discos amb les cases Le Chant du Monde i Columbia Records. 

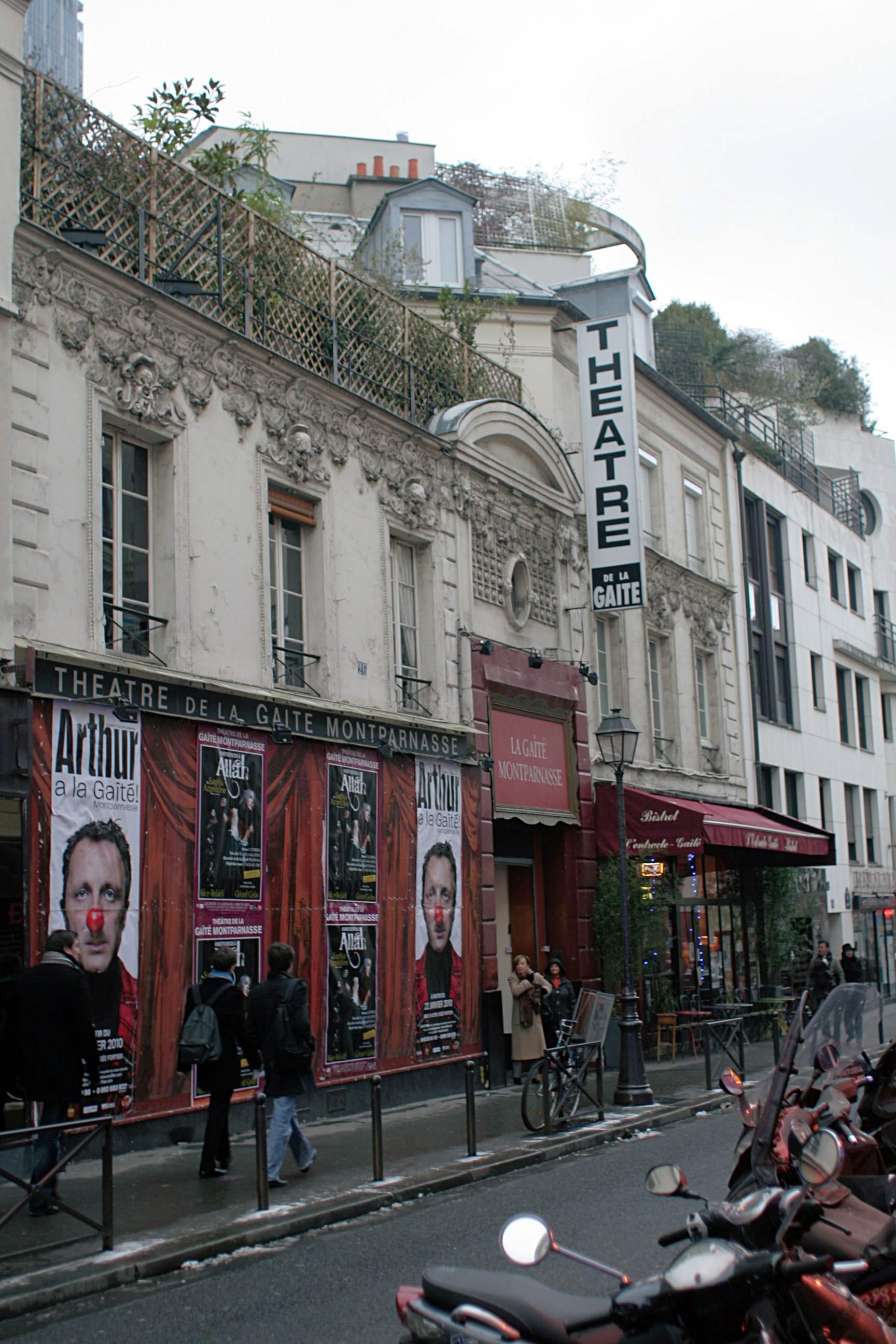
Théâtre de la Gaîté, a Montparnasse, que rebatejà com a Théâtre Agnès Capri

Amb l'inici de la Segona Guerra Mundial Capri va haver de tancar el Petit Théâtre de nuit (ella era d'origen jueu) i refugiar-se a Algèria, on va presentar xous musicals i va participar en representacions a l'Opéra d'Alger. A més, va ser actriu de comèdia fins a la seva tornada a França després de l'Alliberament i el final de la guerra.
Retornada a París el 1944, el 1945 es va encarregar de la direcció del Teatre de la Gaîté-Montparnasse, al qual va rebatejar com a Théâtre Agnès Capri. S'hi va estar fins al 1949, quan va instal·lar el seu cabaret, Chez Agnès Capri, on actuaren artistes com Germaine Montero, Jean Sablon, Catherine Sauvage, Cora Vaucaire, Mouloudji, Serge Reggiani, Juliette Greco, Marc Ogeret, Pierre Louki, Georges Moustaki i Les Frères Jacques. Per desgràcia, la competència va obligar a tancar el cabaret el 1958, any en què es va publicar una novel·la de Nicole Louvier, que havia cantat en el local d'Agnès Capri, i que es titulava La mort d'un théâtre. Mentrestant, ella continuava amb la seva carrera com a actriu i cantant, dedicant-se així mateix a la producció radiofònica, a l'escriptura i a l'enregistrament discogràfic.
Després de la guerra va freqüentar el Cabaret L'Écluse. Treballà després a la ràdio, per la qual va crear la famosa emissió Le Pays de Papouasie a l'agost de 1954. Agnès Capri va ser també autora de moltes cançons (La Gran Opéra, Laisse parler Jacob, Il m'a toujours dit à demain), i va ser una de les primeres intèrprets de Jacques Prévert al costat de Marianne Oswald.
En 1975 va publicar la primera part de les seves memòries, Sept épées de mélancolie, publicades per Éditions Julliard. La segona part havia de ser dedicada a la seva carrera en els anys posteriors a la guerra.
Agnès Capri va morir a París, França, el 1976.

## Filmografia
- 1937: Drôle de drame, de Marcel Carnet
- 1967: Le Dimanche de la vie, de Jean Herman
- 1969: La Via Làctia, de Luis Buñuel
- 1972: Hellé, de Roger Vadim
- 1972: Le Moine, d'Ado Kyrou
- 1974: El fantasma de la libertad, de Luis Buñuel

## Teatre
- 1933: Liebeleï, d'Arthur Schnitzler, escenografia de Georges Pitoëff, Théâtre du Vieux-Colombier
- 1933: La Polka des chaises, de Ronald Mackenzie, escenografia de Georges Pitoëff, Théâtre du Vieux-Colombier
- 1934: Tessa, la nymphe au cœur fidèle, adaptació de Jean Giraudoux a partir de Basil Dean i Margaret Kennedy, escenografia de Louis Jouvet, Théâtre de l'Athénée
- 1935: Ce soir on improvisi, de Luigi Pirandello, escenografia de Georges Pitoëff, Teatre des Mathurins
- 1955: À la nuit la nuit, de François Billetdoux, amb escenografia pròpia, Teatre de l'Œuvre
- 1935: L'Étrange Nuit de Rockland, d'Howard Irving Young, Teatre des Deux Masques
- 1960: Une demande en mariage, de Simone Dubreuilh, escenografia de Michel de Ré, Teatre de l'Alliance française
- 1967: Black Comedy, de Peter Shaffer, escenografia de Raymond Gérôme, Teatre Montparnasse

## Textos
- Music-Hall Poésie, Agnès Capri, Seghers 1957 (26 textos, poemes i cançons d'Agnès Capri)
- Sept épées de mélancolie, Agnès Capri, Julliard 1975 (Primera part de les memòries d'Agnès Capri)

## Ràdio
- Radioscopie, de Jacques Chancel, Cassette Radio France 1975
- Chanson dans la nuit, a France Culture (2002?)
- Els greniers de la mémoire (2007)

## Discografia

### Singles (1936-1952)
1936 Columbia DF 2009
- J'ai préféré esdevenir chanteuse
- Adrien

1939 Le Chant du Monde 2001
- Nous voulons une petite sœur
- Je te veux

1939 Le Chant du Monde 2002
- Complainte d'une méchante
- Laisse parler Jacob

1940 [Columbia] AC 1
- Quand tu dors
- Je te veux

1940 [Columbia] AC 2
- Le grand type
- Il m'a toujours dit à demain

1951 La Boite à Musique BAM 504
- Ton amour est ma maison
- Je suis heureuse
- Rengaine à pleurer

1951 La Boite à Musique BAM 505
- La naturaliste
- La gran Opéra
- Dans la sciure

1952 La Boite à Musique BAM 506
- À la pêche à la baleine (1951)
- Loin du bal (1952)

### LP (1958-1965)
1955 Le Chant du Monde LDM – 4.024 Les snobs, per part d'alguns d'ells.
- Il faut passer le temps

Estiu 1958 Disc VEGA V30 S800 UN SOIR À L'ÉCLUSE
- Pla de Paris
- Dans la sciure

1960 PACIFIC 2302 B banda original del film Drôle de drame
- Complainte de l'ignoble Molyneux (1960)

1965 Coffret L'AGE D'OR DE SAINT-GERMAIN-DONIS-PRES, per Guillaume Hanoteau (Quatre 33 tours Philips)
- La pêche à la baleine

### CD
1992-2007 : Florilèges divers et variés 1992: Coffret Jacques Prévert
- Jacques Prévert, Anthologie 6 CD Polygram 1992 - CD 1 - Els animaux ont donis ennuis (1954)
- Jacques Prévert, Anthologie 6 CD Polygram 1992 - CD 5 - Adrien (1954)
- Jacques Prévert, Anthologie 6 CD Polygram 1992 - CD 5 - L'orgue de Barbàrie (1951)
- Jacques Prévert, Anthologie 6 CD Polygram 1992 - CD 6 – Complainte de l'ignoble Molyneux (1937)

2000-2007: Florilèges Saint-Germain des près
- Jacques Prévert, 100 ans, coffret 4 CD Radio France - INA - Fremeaux 2000 (Ella hi canta La pêche à la Baleine (version BAM) i un altre text de Prévert: Nuit blanche)
- Les chemins de Saint Germain, EPM 2001 - CD 2 - Nous voulons une petite sœur (1939)
- Les chemins de Saint Germain, EPM 2001 - CD 2 - Le grand type (1940)
- Les chemins de Saint Germain, EPM 2001 - CD 2 - Il m'a toujours dit à demain (1940)
- Jacques Prévert, collection poète & chansons, EPM 2004 À la pêche à la baleine (1951)
- Saint Germain des près, Femeaux 2007 - CD 1 - Je te veux (1940)
- Saint Germain des près, Femeaux 2007 - CD 1 - Quand tu dors (1940)
- Saint Germain des près, Femeaux 2007 - CD 2 - La pêche à la baleine (1951)
- Saint Germain des près, Femeaux 2007 - CD 3 - Loin du bal (1952)

2012 - Disc plenament dedicat a Agnès Capri, Èxits i rareses Marianne Mélodie n° 4811246 (2012)
- J’ai préféré dev’nir chanteuse
- Adrien
- Nous voulons une petite sœur
- Je te veux
- Complainte d'une méchante
- Laisse parler Jacob
- Quand tu dors
- Je te veux
- Le grand type
- Il m’a toujours dit: à demain
- Ton amour est ma maison
- Je suis heureuse
- Rengaine à pleurer
- Le naturaliste
- La grande opéra
- Dans la sciure
- La pêche à la baleine
- Loin du bal